# Xã Scott, Quận Buena Vista, Iowa
Xã Scott (tiếng Anh: Scott Township) là một xã thuộc quận Buena Vista, tiểu bang Iowa, Hoa Kỳ. Năm 2010, dân số của xã này là 246 người.